# Slaget vid Nahrawan

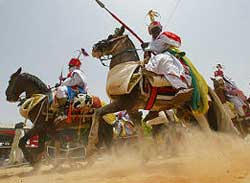
En rekonstruerad bild på kharijiter med stridsutrustning under slaget vid Nahrawan.

Slaget vid Nahrawan (arabiska: معركة النهروان) var ett slag mellan Ali ibn Abi Talib, den fjärde kalifen och förste shiaimamen, och den extremistiska gruppen som kallades för kharijiter nära Nahrawan, cirka 19 kilometer from Bagdad. Kriget slutade i ett totalt nederlag för kharijiterna. Ali ledde slaget själv tillsammans med sina två söner Hasan och Husayn.